# Ludgero Viegas Pinto
Ludgero Viegas Pinto também conhecido pelo pseudónimo de LUD, (Lisboa, 3 de Junho de 1948 - 2001 foi um artista português.
LUD estudou pintura na Escola António Arroio e colaborou com diversos jornais e revistas na qualidade de Ilustrador.

## Jornais e revistas em que colaborou
- Diário de Lisboa
- Diário de Notícias
- Jornal do Fundão
- A Rabeca
- República